# Wilton M. Krogman
Wilton Marion Krogman (28 de junio de 1903 - 4 de noviembre de 1987) fue un antropólogo estadounidense .  Fue líder en el desarrollo del campo de la antropología física, con un interés temprano y duradero en la antropología dental.
Durante su larga carrera también contribuyó a la osteología, estudios raciales, genética, antropología médica, paleoantropología, antropología constitucional e ingeniería humana. Sus principales intereses y sus contribuciones más importantes estaban en las áreas de crecimiento y desarrollo infantil y antropología forense.
Wilton Krogman, conocido familiarmente como Bill, era hijo de Wilhelm Claus Krogman y Lydia Magdalena Wriedt, inmigrantes alemanes que vivían en Oak Park, Illinois. Sus padres carecían de educación avanzada, pero lo alentaron fuertemente a continuar sus estudios. Su padre era un hábil artesano, descrito como un perfeccionista, que trabajó con sus hermanos en la primera casa de Frank Lloyd Wright.
Krogman llegó primero en una prueba estandarizada entre 490 solicitantes de la Universidad de Chicago, a la que asistió como estudiante de pregrado y postgrado, obteniendo su Ph.D. en 1928. Allí tuvo su primer trabajo, como profesor de antropología introductoria. Al año siguiente tuvo una beca para el Royal College of Surgeons en Londres. A partir de 1931 fue profesor asociado en la Western Reserve University en Cleveland, donde interactuó con muchos de los líderes de la profesión.
En 1939, Krogman escribió un artículo en el boletín del FBI titulado "Una guía para la identificación de material esquelético humano". Se considera ampliamente que marca el comienzo de la antropología forense en los Estados Unidos. Con los años, el profesor Krogman llegó a ser conocido popularmente como "el médico de los huesos", examinando casos tan famosos como los esqueletos de dos niños encontrados en la Torre de Londres.
En 1939 regresó a la facultad de la Universidad de Chicago, como profesor asociado de anatomía y antropología física, enseñando a estudiantes graduados por primera vez.
Luego, en 1947, Krogman fue llamado para ser profesor de antropología física tanto en la Escuela de Graduados de Medicina como en la Escuela de Medicina Dental de la Universidad de Pensilvania. Un acuerdo global le otorgó una cita de oficio en el Departamento de Antropología de la universidad y como curador en el museo universitario.  También lo pusieron en el personal del Hospital de Niños de Filadelfia. Las posiciones multifacéticas lo ayudaron a alcanzar sus objetivos de investigación de gran alcance.
Después de convertirse en profesor emérito de la Universidad de Pensilvania en 1971, se mudó a Lancaster, Pensilvania, para convertirse en director de investigación en la Clínica H. K. Cooper, que trabajó en paladar hendido, y finalmente dejó el servicio activo en 1983.
Krogman fue el autor de varios libros. Uno que le gustó fue The Growth of Man (1941), y uno de sus más conocidos fue Child Growth (1972). Pero sin duda su libro más famoso e influyente fue The Human Skeleton in Forensic Medicine (1962) (actualizado en 1986), durante mucho tiempo el trabajo definitivo sobre el tema. También escribió numerosos artículos en revistas científicas revisadas por pares.
Fue elegido miembro de la Academia Nacional de Ciencias en 1966.
Primero se casó con Virginia Madge Lane. Tenían una hija, Marian Krogman Baur, y un hijo, William L. Krogman. En 1945, se casó con Mary Helen Winkley y tuvieron dos hijos, John Winkley Krogman y Mark Austin Krogman.
Su biografía definitiva es de William A. Haviland, un colega y amigo desde hace mucho tiempo. Fue publicado por la Academia Nacional de Ciencias en 1994.